# 情熱マリーとしゃぼん玉ハイスクール
情熱マリーとしゃぼん玉ハイスクール（じょうねつ‐だま‐）は、京都のセックスシンボル「情熱マリ子」をフロントに擁する歌謡エンタメバンド。

## 概要
2005年8月京都で結成。歌謡曲をベースとしつつも、多彩なジャンルを取り入れるオリジナルなスタイルを持っている。

## メンバー
- 情熱マリ子　ボーカル
  - 他の5人はもっちゃりとした衣装の中、一人だけ派手な衣装を着て登場する。
  - 激しいダンスと艶かしく歌う姿から「京都のセックスシンボル」と称されている。
- 宮原高志　ギター
  - ストラトキャスターを使用している。
- 岡本拓真　ベース
  - バンドのデザイン業務を担当している。
- 古田弘治　サックス
  - ねっとりとしたトーンのMCを行う。
  - 鍼灸院を開業している。
  - 大野実の教え子。
- 古田愛弓　キーボード
  - 幅広い音色のキーボードが特徴。
- にっしぃ　ドラムス
  - 黄色いベレー帽がトレードマーク。

## 作品
- 『太陽に抱かれたい』（2006年1月・廃盤）
- 『モーレツ!!調教ママ』（2006年9月 限定配布・廃盤）
- 『恋のロイヤル・アヴァンセ』（2007年9月）
- 『お茶の間ゴールデン』（2009年10月/ハッチ・エンタテインメント）
- 『24ミニッツ』（2012年8月/Mele Records）